# Liste des accidents ferroviaires en France dans les années 1890

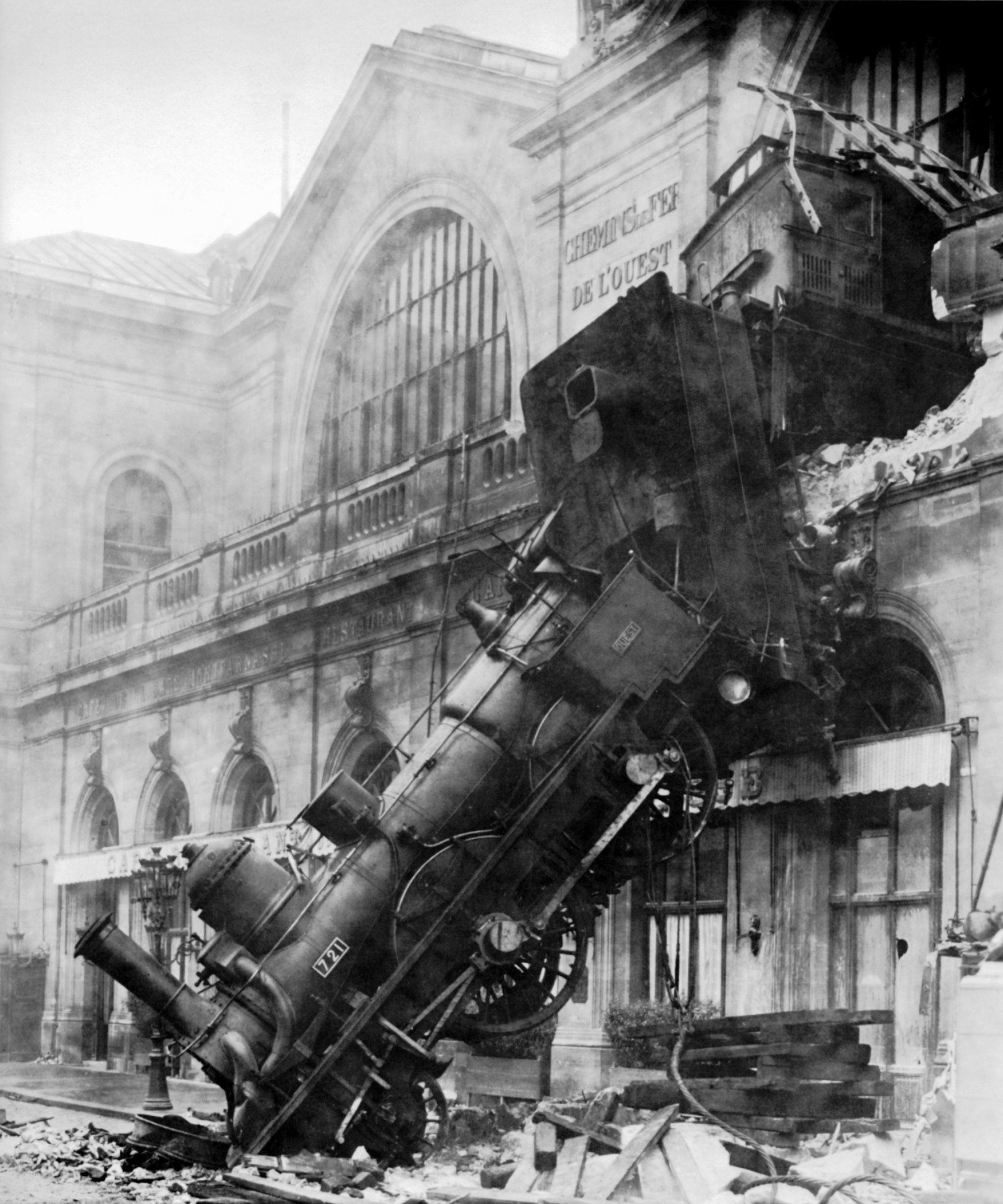
Catastrophe ferroviaire à la gare Montparnasse de Paris en 1895.

La liste des accidents ferroviaires en France dans les années 1890, est une liste non exhaustive, chronologique par années.

## 1890
- 11 janvier 1890 - Au dépôt du tramway à vapeur de Lyon à Bron, la chaudière d'une machine en cours de chargement explose, tuant un lampiste et un voyageur venu s'informer des horaires. Trois ouvriers sont blessés[1].
- 8 août 1890 - Sur la ligne Paris-Brest, un train de marchandises venant de Morlaix déraille peu avant la gare de Guingamp. La machine explose, blessant grièvement mécanicien et chauffeur. Écrasé dans son fourgon, le conducteur-chef[a] est tué[2].
- 30 août 1890 - À 19 heures, sur la ligne de Montluçon à Saint-Sulpice-Laurière, après la gare de Marsac, un train mixte déraille. Un conducteur[a] et un militaire convoyant des chevaux sont tués[3].
- 3 septembre 1890 - Vers 4 heures 15, sur la ligne Amiens-Creil, entre les gares d'Ailly-sur-Noye et La Faloise, l'express Calais-Paris heurte une poutrelle tombée d'un train de marchandises et déraille. La machine, le fourgon, un wagon-poste et deux voitures dévalent un talus. Bilan : 1 mort et 5 blessés[4].
- 16 septembre 1890 - Sur la ligne de Dole à Vallorbe, en gare d'Andelot, un train mixte voyageurs-marchandises tamponne un train de marchandises en manœuvre. La collision fera 2 morts et 9 blessés[5].

## 1891
- 4 janvier 1891 - En Côte-d'Or, sur la ligne en construction du tramway de Beaune à Bligny-sur-Ouche[6], un train de ballast transportant vingt ouvriers redescendant d'Arnay-le-Duc s'emballe dans la descente de Mavilly-Mandelot. On dénombrera 1 mort et 6 blessés graves, dont 3 décèderont par la suite.

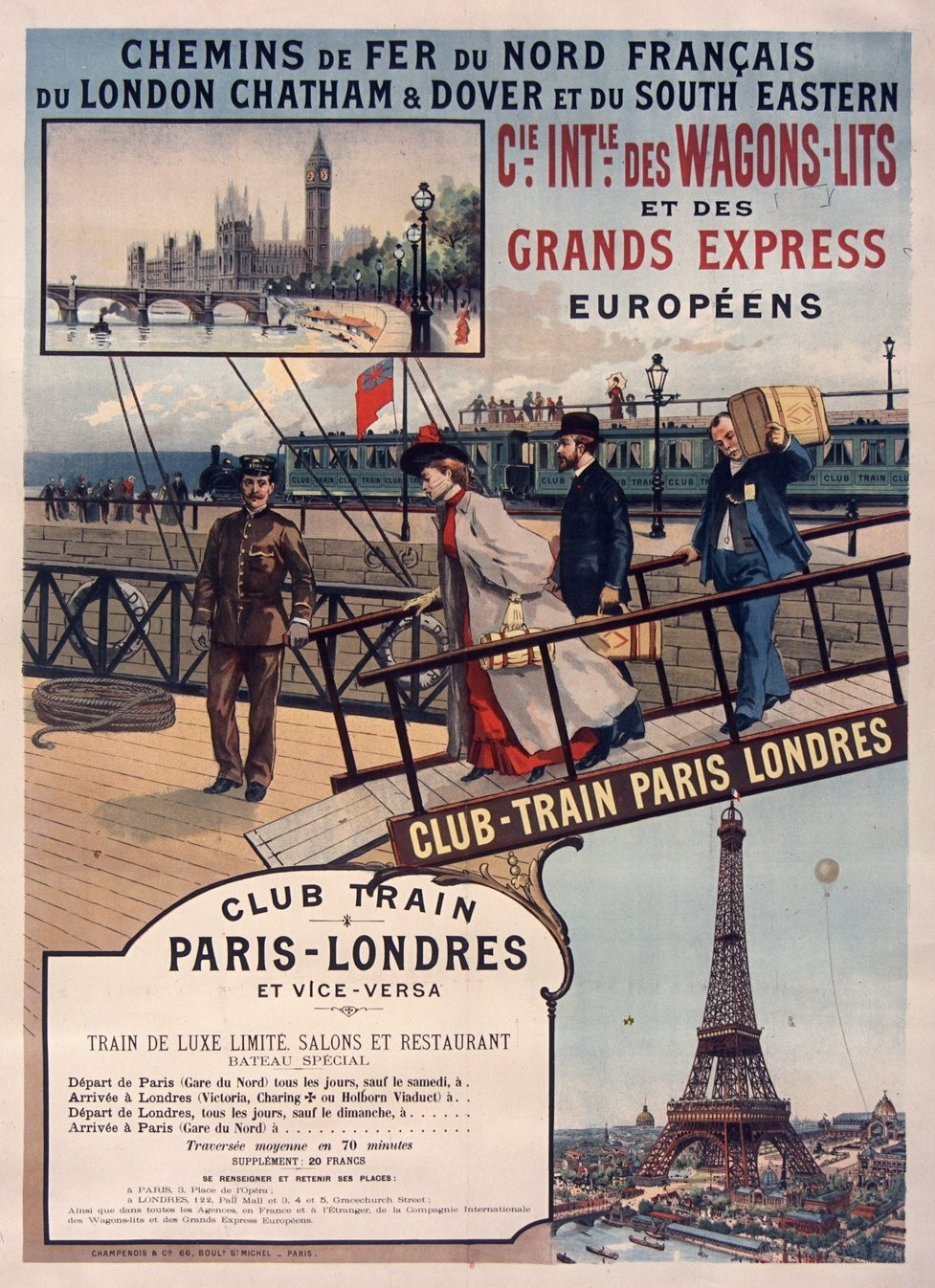
Affiche de promotion du "Club Train" (1895).

- 18 janvier 1891 - À 6 heures 40, sur la ligne Metz-Réding, l'omnibus Metz-Sarrebourg déraille à la sortie de la gare de Remilly après une erreur d'aiguillage. La locomotive dévale le remblai, le mécanicien est tué sur le coup, le chauffeur, grièvement brûlé, succombera peu après[7].
- 12 juillet 1891 - Dans l'avant-gare de Paris-Nord, à 23 h 10, par suite d'une erreur de signalisation, un express venant de Lille, arrêté dans l'attente d'accéder aux quais, est percuté par le «Club Train»[8] Londres-Paris. La collision fait un mort et une quinzaine de blessés dans les voitures de queue du convoi tamponné[9]. Compte tenu de sa surcharge de travail, l'aiguilleur responsable ne sera condamné qu'à 25 francs d'amende le 16 février 1892[10].
- 26 juillet 1891 - À 21 h 10, sur la ligne de Vincennes, un train supplémentaire formé pour les retours à Paris du dimanche soir percute celui qui le précède, bondé et arrêté en gare de Saint-Mandé. Un incendie s'ensuit. L'accident fera 49 morts et plus de 150 blessés, essentiellement dans les deux dernières voitures à impériale du convoi percuté[11]. Le 26 septembre suivant, le Tribunal correctionnel de la Seine a déclaré pénalement responsables de la catastrophe le mécanicien du train tamponneur pour n'avoir pas été suffisamment attentif, et le sous-chef de gare de Vincennes pour avoir laissé partir un train sur une voie non libre sans en prévenir au préalable le mécanicien, les condamnant respectivement à 2 ans de prison et 500 francs d'amende et 4 mois de prison et 300 francs d'amende[12].

- 1er août 1891 - Sur la ligne de Landerneau à Nantes, à 8 heures, un train de voyageurs Brest-Quimper déraille entre Dirinon et Daoulas. Le mécanicien est tué, le chauffeur gravement blessé. Les passagers sont indemnes[13].
- 21 octobre 1891 - Sur la ligne à voie métrique de Lyon à Mornant de la Compagnie Fourvière Ouest-Lyonnais, près de Craponne, le sol s'effondre au passage d'un train, dont la locomotive et la première voiture tombent dans une cavité d'une dizaine de mètres. Le mécanicien et le chauffeur sont écrasés, un des cinq voyageurs du train est blessé[14].
- 26 octobre 1891 - Sur la ligne Lyon-Grenoble, par suite d'une mauvaise coordination dans le freinage, vers 16 heures, la seconde machine d'un train de voyageurs Lyon-Grenoble déraille dans la descente entre Voiron et Moirans. Huit des douze voitures du convoi se couchent sur le remblai. L'accident fera trois morts et vingt-sept blessés[15].

## 1892
- 22 février 1892 - Peu après avoir quitté la gare du Nord, vers 19 heures 45, au lieudit Le Landy, à Saint-Denis, un train à destination de Pontoise et de Valmondois prend en écharpe un train de matériel vide par suite du non-respect de la signalisation. Le mécanicien de la machine tamponneuse est tué, son chauffeur et une quinzaine de voyageurs sont blessés[16].
- 1er avril 1892 - Sur la ligne d'Avignon à Miramas, vers 11 heures, un train de voyageurs venant d'Avignon déraille par suite d'un écartement de la voie. La machine tombe du remblai, tuant le chauffeur. Le mécanicien, le conducteur-chef[a] et un voyageur sont blessés[17].
- 8 mai 1892 - Sur la ligne allant de Valenciennes à Quiévrain des Chemins de fer économiques du Nord, vers 21 heures, un tramway à vapeur assurant les retours de la ducasse d'Onnaing déraille à Saint-Saulve. Le mécanicien est tué, trois voyageurs sont grièvement blessés[18].
- 24 juillet 1892 - À 17 heures 45, sur la ligne du tramway à vapeur Lyon-Neuville, près de la station Victor Hugo, un convoi allant vers Neuville s'engage sur la voie unique alors qu'en arrive un autre de sens contraire. Son mécanicien, mortellement blessé, décède peu après. Dans la collision, vingt personnes sont blessées et une trentaine subissent des contusions[19].
- 7 août 1892 - À 18 heures, sur la ligne de Nantes à Saintes du réseau de l'État, près de Taillebourg, l'express Paris-Royan déraille dans une courbe. La machine, le fourgon, une voiture de première classe et la voiture-restaurant se couchent sur la voie et se télescopent. On dénombrera trois morts : le mécanicien, le chauffeur et le chef de train, et huit blessés, essentiellement du personnel de la voiture-restaurant[20].
- 20 août 1892 - Vers 17 heures, à son entrée au triage du Bourget, un train de marchandises venant d'Amiens déraille à la suite du déplacement d'un rail. Le mécanicien et le chauffeur sont tués, le garde frein et le conducteur[a] sont blessés[21].
- 21 août 1892 - Vers 19 h sur le chemin de fer d'intérêt local de Béziers à Saint-Chinian de la Compagnie de l'Hérault, à 800 mètres de la gare de Lignan, des traverses d'un pont sur l'Orb se brisent au passage d'un train mixte marchandises-voyageurs. Les wagons et voitures s'écrasent contre la locomotive. Bilan : cinq morts et une quarantaine de blessés[22].
- 29 août 1892 - À Langon, sur la ligne Bordeaux-Montauban, le matin, deux trains de marchandises allant dans le même sens se heurtent au milieu du pont franchissant la Garonne. Un serre-frein est projeté dans le fleuve et se noie[23].
- 10 septembre 1892 - Près de Pontoise, au raccordement avec la ligne Paris-Mantes par Conflans-Sainte-Honorine, un train de voyageurs de la Compagnie de l'Ouest est pris en écharpe par un train du Nord, dont la locomotive dévale un remblai, tuant son chauffeur. Deux hommes d'équipe et un conducteur[a] sont blessés[24].
- 11 septembre 1892 - Près de Facture, sur la ligne Bordeaux-Dax, deux trains de marchandises se percutent de nuit. Un mécanicien et un chauffeur sont tués et restent longtemps coincés sous les décombres, la machine du train de secours ayant elle-même déraillé à Marcheprime[25].
- 19 septembre 1892 - Sur la ligne de Livron à Aspres-sur-Buëch, à midi, un train de ballast percute un train de voyageurs à l'arrêt en Gare d'Allex - Grane (Drôme), et projette ses trois dernières voitures sur le quai, tuant une personne et en blessant 32 autres[26], dont une succombera quelques jours après[27].
- 19 octobre 1892 - Sur la ligne Limoges-Angoulème, vers 20 heures 50, seize wagons d'un train de marchandises détachés au cours d'une manœuvre en gare du Quéroy-Pranzac dévalent une pente et percutent la locomotive d'un train facultatif venant de La Rochefoucauld, tuant son mécanicien et blessant grièvement son chauffeur[28].
- 14 novembre 1892 - Sur la ligne de Bréauté-Beuzeville à Lillebonne, en gare de Lillebonne, vers 18 heures, à la suite d'une erreur d'aiguillage lors de la manœuvre d'un train de marchandises, trois voyageurs attendant le départ du train pour Bolbec sont blessés. L'un d'entre eux, précipité sur la voie et les jambes broyées, décède peu après[29].

## 1893
- 1er janvier 1893 - À 11 heures 17, peu après son départ de la gare de Castres, sur la ligne de Castres à Saint-Sulpice, un train de voyageurs déraille au passage à niveau de Sainte-Croix, dont il démolit la maisonnette. L'accident fait deux morts: le mécanicien et le chauffeur, et neuf blessés, dont la garde-barrière[30].
- 16 janvier 1893 - Sur la ligne Toulouse-Narbonne, le matin, en pleine tempête de neige, à Pezens, huit kilomètres avant Carcassonne, un train de marchandises percute un rapide, lui-même arrêté derrière un autre train de marchandises en détresse. Des dernières voitures du train tamponné on tirera un mort (le chef de train) et quatre blessés graves[31].
- 14 juin 1893 - Sur la ligne Bellegarde-Évian, vers 8 heures, un train de voyageurs assurant à Bellegarde la correspondance du train de Paris déraille dans la descente entre les gares de Perrignier et de Thonon-les-Bains. Le chauffeur est tué, le mécanicien, le chef de train et quelques voyageurs sont blessés[32].
- 14 août 1893 - Sur la ligne de Périgueux à Riberac, le matin, le train pour Ribérac déraille à l'entrée de la gare de Lisle. Le chauffeur est tué[33].
- 25 août 1893 - Sur la ligne de Quimper à Landerneau, à 8 heures 50, le train Lorient-Brest déraille à quelques kilomètres de Landerneau. La locomotive seule tombe dans un ravin. Le chauffeur est tué, le chef de train et un voyageur sont blessés[34].
- 1er novembre 1893 - À la gare de Paris-Nord, à 19 heures, un train de ceinture entrant en gare en percute un autre attendant le départ. Un voyageur est tué, deux autres sont grièvement blessés[35].
- 15 novembre 1893 - Sur la ligne de Lunéville à Saint-Dié du réseau de l'Est, vers 10 heures, entre les gares d'Étival et de Raon-l'Étape, un train de voyageurs en double traction déraille, faisant un mort et onze blessés. Le mécanicien de la seconde machine, seul tué de l'accident, sera déclaré responsable pour avoir adopté une vitesse excessive poussant la première alors que celle-ci aurait dû régler la marche[36].

## 1894
- 8 janvier 1894 - En gare de Nœux-les-Mines, vers minuit et demi, une locomotive haut-le-pied percute un train de marchandises en stationnement. Dans le choc, le chauffeur du train tamponné, projeté sur le quai, est tué[37].
- 7 février 1894 - Vers minuit et demi, sur la ligne Paris-Jeumont, trois kilomètres après Compiègne, le rapide Paris-Charleroi-Cologne percute une caisse tombée d'un train de marchandises le précédant. La machine se renverse sur le remblai de gauche, et le reste du convoi continue, puis finit par dérailler, certaines de ses voitures engageant le gabarit de la voie opposée. Elles sont heurtées par un train de marchandises survenant en sens contraire. Ce suraccident fera trois morts et quatorze blessés, dont cinq graves[38]. Il donnera lieu à un rapport et à un avis du comité de l'exploitation technique des chemins de fer insistant notamment sur la sécurité de l'arrimage des marchandises transportées[39].
- 7 février 1894 - Sur la ligne de Gisors-Embranchement à Pont-de-l'Arche récemment rachetée par la Compagnie des chemins de fer de l'Ouest, en gare de Romilly-sur-Andelle, vers 18 heures, le fonctionnement défectueux d'un aiguillage resté entrebâillé provoque le déraillement d'un train de ballast. L'accident  fait quatre morts et quinze blessés et sera imputé au non respect de la règle imposant aux trains de matériaux un arrêt systématique avant chaque franchissement d'aiguille[40].
- 11 avril 1894 - Sur la ligne de Vichy au Puy-en-Velay, à proximité de Thiers, près de la bifurcation de Courty, un train parti de Vichy à 17 heures déraille à la suite d'une erreur d'aiguillage. Le mécanicien est tué, le chauffeur et plusieurs voyageurs sont blessés[41].
- 22 mai 1894 - Vers 20 heures, sur la ligne du Dorat à Limoges, entre Couzeix et Nieul, la seconde des deux machines et les quatorze voitures d'un train supplémentaire bondé formé à l'occasion des retours de la foire de la Saint-Loup à Limoges déraillent dans une courbe. L'accident fait deux morts et une douzaine de blessés graves[42].
- 9 septembre 1894 - Sur la ligne de Paris à Jeumont, entre Noyon et Chauny, à Appilly, vers 14 heures, une machine de manœuvre coupe les voies principales pour remiser quatre wagons de marchandises alors qu'arrive à pleine vitesse le rapide 115 Paris-Bruxelles-Cologne. L'accident fera 5 morts, dont le chef de gare qui dirigeait la manœuvre, et une vingtaine de blessés graves[43].

- 6 septembre 1894 - Sur la ligne Béziers-Neussargues, entre les gares de Montpaon et de Fondamente, vers 20 heures 30, un train de voyageurs en détresse à la suite d'une rupture de sa conduite de frein est tamponné par le train de marchandises parti derrière lui. Dans la collision, le conducteur[a] du train tamponneur est tué en sautant du fourgon de tête, et 8 voyageurs sont blessés[44].
- 10 novembre 1894 - Sur la ligne Marseille-Nice, l'après-midi, dans une tranchée située entre Saint-Cyr et La Ciotat, un train de ballast se dirigeant vers Marseille percute un train de marchandises allant à Toulon. Un mécanicien et un conducteur-chef[a] sont tués, et treize employés sont blessés[45].
- 12 novembre 1894 - Dans les gorges de la Cère, sur la ligne d'Aurillac à Saint-Denis-près-Martel, près de Laval-de-Cère, au km 666, un train déraille sur la voie endommagée par une chute de rocher. La locomotive tombe dans la rivière. Le mécanicien et le chauffeur sont tués[46].
- 5 décembre 1894 - Vers 23 heures 30, en gare de Marles-en-Brie, sur la ligne Paris - Coulommiers, deux trains de marchandises se télescopent. Le mécanicien du train tamponneur et deux serre-freins du train tamponné sont tués[47].

## 1895
- 25 février 1895 - Sur la ligne de Laon à Chauny, vers 9 heures, entre Anisy-Pinon et Landricourt, un train de voyageurs déraille dans une descente par suite de l'affaissement du sol. La locomotive, enlisée dans le remblai, est percutée et écrasée par le reste du convoi. Le mécanicien et le chauffeur, mortellement blessés, décèdent lors de leur transport à l'hôpital. Les voyageurs sont seulement contusionnés[48].
- 14 juillet 1895 - En gare de Beuxes, près de Chinon, sur la ligne des Sables-d'Olonne à Tours, vers 23 heures, un train pour Tours déraille à la suite d'une erreur d'aiguillage, et sa locomotive se couche. Le mécanicien est tué, le chauffeur, un serre-frein et trois voyageurs sont blessés[49].
- 26 juillet 1895 - Sur la Ligne de Saint-Brieuc à Pontivy de la compagnie des chemins de fer de l'Ouest, entre les gares de Plaintel et de Saint-Julien, vers dix heures, un train allant de Pontivy à Saint-Brieuc en double traction avec une composition forcée à 14 voitures pour faire face à l'afflux des pèlerins de Sainte-Anne-d'Auray déraille sur le territoire de la commune de Saint-Brandan (Côtes du Nord). Dans une courbe, la première machine escalade le rail extérieur, entraînant le reste du convoi contre les parois rocheuses d'une tranchée. Les deux locomotives se couchent, et les quatre premières voitures se disloquent contre le tender de la seconde. L'accident fera onze morts, dont les deux mécaniciens et leurs chauffeurs, et quarante cinq blessés[50]. Après que de nombreuses hypothèses telles l'excès de vitesse, le tassement du sol, l'inadaptation des machines à la double traction, voire l'acte de malveillance contre les pèlerins, eurent été envisagées[51], il demeurera inexpliqué.
- 8 septembre 1895 - À 13 heures, sur la ligne Tergnier-Amiens, après Villers-Bretonneux, un omnibus Tergnier-Amiens déraille dans une courbe, faisant un mort et douze blessés, dont deux graves[52].
- 22 octobre 1895 - À 16 heures, entrant en Gare Montparnasse, le Granville - Paris composé de huit voitures (dont la voiture-salon du gouverneur du Crédit foncier), plus deux fourgons à bagages et un fourgon postal, ne ralentit pas suffisamment. Il percute le heurtoir et continue sa course à travers la gare, dont il défonce la façade surplombant la place de Rennes. La locomotive s'écrase avec son tender 10 mètres en contrebas, sur un kiosque de tramways. Les passagers du train ne subiront que des contusions légères mais l'accident fera une victime, une marchande de journaux, tuée par la chute des pierres, puis broyée par la machine[53].

- 28 octobre 1895 - Sur la ligne Paris-Toulouse par Capdenac du réseau d'Orléans, vers 10 heures 15, le chef de gare de Laguépie, perturbé par une série d'incidents d'exploitation, laisse par erreur s'engager sur la voie unique vers Lexos l'express n° 21 Paris-Toulouse (en retard à la suite d'une avarie de machine avant Brive) alors que l'omnibus n° 40 Toulouse-Limoges (en retard à la suite d'un premier déraillement à Gaillac) a déjà quitté cette gare. La collision frontale qui s'ensuit fera deux morts, huit blessés graves, et quelques personnes contusionnées, dont Jean Jaurès, assommé par sa valise  tombée du filet à bagages, alors qu'il se rendait à Carmaux avec deux autres députés socialistes, René Viviani et Alfred Léon Gérault-Richard pour y soutenir les ouvriers verriers en grève[54].

## 1896
- 25 janvier 1896 - Sur la Ligne de Petite Ceinture, vers 9 heures 15, dans le brouillard, un train à l'arrêt est percuté par le suivant entre les gares de Neuilly-Porte-Maillot et de Courcelles-Levallois, sous le pont de l'avenue des Ternes. L'accident fait un mort, étouffé entre les coussins de son compartiment de 1re classe, et neuf blessés[55].
- 1er février 1896 - Sur le réseau de la Compagnie des chemins de fer départementaux du Finistère, un train de la ligne de Brest à Ploudalmézeau bondé au retour de la foire de Ploudalmézeau déraille près de la gare de Saint-Renan. Un fermier voyageant sur la plateforme d'une voiture est précipité sous les roues et broyé[56].
- 6 mars 1896 - À la sortie du tunnel du Mont-Cenis, avant Modane, un train de marchandises déraille. Le mécanicien et le chauffeur sont tués, deux conducteurs[a] sont blessés[57].
- 13 juillet 1896 - Vers 18 heures, sur la ligne du Puy à Saint-Georges-d'Aurac, un train allant du Puy à Arvant déraille dans la boucle en pente précédant la gare de Saint-Georges-d'Aurac. La locomotive et 9 voitures sont détruites. L'accident fait 4 morts et 6 blessés[58].
- 3 mai 1896 - En gare d'Albert, vers 22 heures, un train de voyageurs en attente du départ est percuté par un train de marchandises arrivant d'Arras à pleine vitesse. Des deux voitures de queue broyées dans le choc, on tirera trois morts et une douzaine de blessés[59].
- 3 novembre 1896 - En gare de Saint-Mards-de-Fresne, sur la ligne Paris-Caen, vers 20 heures, collision entre un train de marchandises et une locomotive haut-le-pied. Un conducteur-chef[a] est tué, un mécanicien blessé[60].

## 1897
- 8 juillet 1897 - Sur la ligne Lille-Thionville, près de Mars-la-Tour, un train de marchandises Nancy-Longuyon déraille. La locomotive et le tender tombent dans un fossé. Le mécanicien et le chauffeur sont tués. Le chef de train est grièvement blessé[61].
- 21 août 1897 - Sur la ligne de Rouen-Orléans à Elbeuf-Ville, vers midi, la machine d'un express Serquigny-Rouen (par le raccordement de La Londe) roulant à une vitesse excessive sur une voie notoirement mal entretenue, quitte les rails et se couche sur un talus juste avant la gare de Petit-Couronne, entraînant une voiture de deuxième classe. L'accident fait un mort et quinze blessés[62]. Saisie par la famille du défunt et un voyageur blessé, la Cour d'appel de Rouen, dans deux arrêts du 3 décembre 1898 longuement motivés[63], jugera que sans avoir à se prononcer sur la qualité et l'entretien des voies, question relevant du régime de responsabilité administrative pour dommage de travaux publics, elle est compétente pour juger les faits d'exploitation, les victimes d'un déraillement n'ayant pas la charge de prouver la faute du transporteur puisqu'il est « de bon sens et de raison qu'un déraillement implique a priori une faute ». Elle condamnera donc la compagnie des chemins de fer de l'Ouest pour avoir fait circuler à trop grande vitesse un train sur une voie défectueuse.
- 19 octobre 1897 - Sur la ligne du tramway à vapeur Montélimar-Dieulefit[64], un train dont deux voitures sont en panne de frein déraille près de la Bégude-de-Mazenc. Le chef de train est tué, dix personnes sont blessées[65].
- 30 octobre 1897 - À 17 heures 30, sur la ligne de Bordeaux à Bayonne, en gare de Labenne, lors d'une manœuvre pour remplacer la machine en panne d'un train militaire, une voiture déraille sur un aiguillage et se renverse. Un réserviste est tué, huit sont blessés[66].
- 24 novembre 1897 - Sur la ligne Toulouse-Bayonne, à 6 heures 30, un train mixte voyageurs-marchandises venant de Montréjeau stationne en gare de Tournay après avoir descendu la rampe de Capvern lorsqu'un train de travaux le suivant sur la même voie, emporté par son poids dans la pente de 33‰ et incapable de freiner sur le rail glissant, le percute, écrasant ses voitures de queue. L'accident fera quatorze morts et huit blessés très graves, essentiellement parmi les ouvriers occupants du train tamponneur[67].
- 25 décembre 1897 - Sur la ligne Marseille-Lyon, sur le territoire de la commune de Saint-Maurice-l'Exil, à 2 km du Péage-de-Roussillon, tamponnement à 0 h 30 entre deux trains assurant la liaison entre la Riviera et l'Angleterre : le rapide 10, immobilisé par la rupture d'une conduite de frein, et le rapide 20, qui le suit huit minutes plus tard et ne peut s'arrêter à temps. Des deux dernières voitures du train percuté on tirera trois morts et quatorze blessés, et le mécanicien du train tamponneur décèdera quelques jours plus tard[68]. La responsabilité de la collision sera imputée à l'agent chargé du block-system, soupçonné d'avoir quitté son poste, qui sera incarcéré[69], mais finalement acquitté au bénéfice du doute par le Tribunal correctionnel de Vienne le 23 mars 1898[70]. La presse commentera abondamment l'accident, qui donnera également lieu à une interpellation à la Chambre le 15 janvier 1898[71].

## 1898
- 6 janvier 1898 - Sur la ligne Le Mans-Paris, vers minuit, entre les gares de Sceaux-sur-Huisne et de la Ferté-Bernard, un train de marchandises Brest-Paris déraille après avoir heurté un bœuf divaguant sur la voie. Le conducteur[a] du train est tué[72]. Sa veuve obtiendra la condamnation du propriétaire de l'animal à 10 000 francs de dommages-intérêts[73].
- 9 mai 1898 - Vers 14 heures, sur la ligne Paris-Mulhouse, entre Foulain et Rolampont, sur la voie unique temporaire avec pilotage établie dans le tunnel de La Pommeraye en cours de réfection. Le mécanicien du rapide Belfort-Paris ne respecte pas la réglementation et son train percute l'omnibus Paris-Belfort arrivant en sens inverse avec son pilote. La collision fait 4 morts et une trentaine de blessés[74].
- 23 mai 1898 - Avant d'arriver en gare de Roanne, un train de marchandises déraille par suite d'une erreur d'aiguillage. Le chauffeur est tué[75].
- 2 juillet 1898 - Sur la ligne Tours-Châteauroux, à Chambon, entre Villedieu-sur-Indre et Buzançais, vers 19 heures 30, après une rupture d'essieu, la locomotive du train Châteauroux-Tours se couche sur la voie. Le tender, le fourgon et la première voiture la télescopent. L'accident fera un mort et une dizaine de blessés[76].
- 22 juillet 1898 -  En gare de Bordeaux-Saint-Jean, de nuit, à la suite d'une erreur d'aiguillage, une machine en prend en écharpe une autre, qui se couche, et dont le chauffeur meurt ébouillanté par des jets de vapeur. Le cheminot dirigeant la manœuvre est grièvement blessé[77].
- 14 août 1898 - À 4 h 0, entre Saint-Mards-de-Fresne et Lisieux, au lieu-dit Lieu Galant, sur le territoire de la commune de Saint-Jacques[78], la seconde locomotive d'un express Paris-Trouville remorqué en double traction déraille au passage sur une voie en travaux. Le freinage brutal entraîne une rupture d'attelage, et 17 des 19 voitures du convoi quittent les rails et se télescopent. Deux, situées au milieu, seront complètement broyées. On y trouvera l'essentiel des victimes : 7 morts et 40 blessés[79]. Le 12 juillet 1899, le mécanicien de la première machine sera jugé responsable de l'accident et condamné à quinze jours de prison avec sursis par le tribunal correctionnel de Lisieux[80], peine confirmée par la cour d'appel de Caen le 27 décembre 1899. Conjointement avec la compagnie, il sera également déclaré civilement responsable des dommages causés aux victimes[81].

- 30 août 1898 - Sur la Ligne de Puteaux à Issy-Plaine, en gare des Moulineaux-Billancourt, vers 21 heures, à la suite d'une erreur d'aiguillage, un train de marchandises percute des wagons à l'arrêt, qui sont propulsés par le choc sur une locomotive s'approvisionnant en eau, dont le mécanicien, occupé à entretenir sa machine, est broyé par le mécanisme mis brutalement en mouvement[82].
- 23 octobre 1898 - Vers 11 heures, sur la ligne Paris-Cherbourg, entre les gares de Lisieux et de Mesnil-Mauger, un train de marchandises en tamponne un autre, tuant le conducteur[a] arrière du train tamponné[83].

## 1899
- 6 avril 1899 - En gare de Frontenac, sur la ligne de Bordeaux-Bastide à Eymet[84], la collision de deux trains de ballast fait deux morts[85].
- 4 juin 1899 - Sur la ligne de Tours à Saint-Nazaire, vers 22 heures, un train venant de Chinon déraille en gare de Port-Boulet à la suite d'une erreur d'aiguillage. Le chef de train est tué[86].
- 6 juillet 1899 - Sur la ligne de Clères à Montérolier-Buchy, entre Clères et Bosc-le-Hard, un train de voyageurs Le Havre-Amiens déraille à 8 heures 20. La machine et le fourgon à bagages se couchent sur le remblai. Le mécanicien est tué, le chauffeur et le chef de train sont blessés; les quatre voitures du convoi sont restées sur la voie, et les voyageurs sont seulement contusionnés[87].
- 10 juillet 1899 - En Eure-et-Loir, sur la ligne encore en construction de La Loupe à Brou, au soir, un train de 25 wagons de ballast déraille près de Frétigny, à une dizaine de kilomètres de La Loupe. Deux serre-freins sont tués, deux sont blessés[88].
- 29 juillet 1899 - Sur la ligne Paris-Toulouse par Capdenac, près de la gare de Montrabé, un express pour Paris déraille vers 13 heures 30. La locomotive et son tender se couchent, le chauffeur est tué, un conducteur[a] et trois postiers ambulants sont blessés[89].
- 5 août 1899 - À 22 h 30, à Juvisy-sur-Orge, un violent orage provoque le retard d'un train omnibus. Celui-ci ne dégageant pas les voies assez vite, un train supplémentaire pour Orléans et Nantes doit s'arrêter 100 mètres après la gare de Juvisy, et est percuté par l'express régulier, parti quelques minutes après (selon la pratique en vigueur à la compagnie d'Orléans). Des voitures de 3e classe situés en queue du train tamponné on retirera 17 morts et 85 blessés. Seuls rescapés de la première voiture percutée, une femme et son bébé s'en sortent sans une égratignure. Émile Gabory fait partie des blessés[90]. La responsabilité de la catastrophe sera imputée à un aiguilleur et au sous-chef de gare, à qui on a reproché de ne pas avoir couvert le train arrêté. Le 3 janvier 1900, le tribunal correctionnel de Corbeil les a condamnés à un an de prison et 100 francs d'amende avec sursis[91].

- 2 septembre 1899 - Sur la ligne Bordeaux-Hendaye, peu après Morcenx, entre les gares de Rion-des-Landes et de Laluque, vers 4 heures, le Sud-Express percute dans une courbe où la visibilité est réduite l'arrière d'un train de marchandises en retard. Le serre-frein du convoi tamponné est tué, le chauffeur et quelques voyageurs du train tamponneur sont blessés[92].
- 29 septembre 1899 - En gare de Maisons-Laffitte, à 18 heures, un train spécial ramenant des chevaux et des palefreniers Anglais (lads) de l'hippodrome vers leurs écuries de Chantilly est aiguillé par erreur sur une voie de garage et s'écrase contre un heurtoir. Le chauffeur, le chef de train et deux lads sont tués, ainsi que huit chevaux. On compte également plusieurs blessés, hommes et bêtes[93].
- 22 octobre 1899 - Entre Surdon et Argentan, après la halte d'Almenêches sur les lignes Paris-Granville et du Mans à Caen, dans le brouillard, vers 1 heure 30, un train venant de Paris en percute un autre, arrêté peu avant la gare d'Argentan. Le mécanicien du train tamponneur est tué, trois conducteurs[a] du train tamponné sont blessés[94].
- 26 octobre 1899 - Sur la ligne de Bonson à Sembadel, un train de marchandises parti de Craponne-sur-Arzon vers Bonson déraille à proximité de Saint-Marcellin-en-Forez. Un serre-frein est tué, les autres cheminots du convoi sont blessés[95].
- 29 octobre 1899 - Entre la gare de Saint-Pierre-des-Corps et celle de Tours, vers 13 heures, un train venant de Nantes déraille. Le mécanicien est tué; le chauffeur, le chef de train et quelques voyageurs sont blessés[96].
- 2 novembre 1899 - À 1 heure 45, sur la ligne de Bordeaux à Chartres par Saumur,, à son départ de la gare de Thouars, un express dédoublé Bordeaux-Paris dont le mécanicien n'a pas respecté un signal d'arrêt est pris en écharpe par un train de marchandises empruntant la bifurcation vers les Sables-d'Olonne. L'accident fera deux morts et une quinzaine de blessés, dont un député de la Charente[97].
- 18 décembre 1899 - Sur la ligne Bordeaux-Paris, entre les gares de Montmoreau et de Charmant, à 0 heure 30, le rapide Bordeaux-Paris en détresse à l'entrée du tunnel du Livernan par suite d'une fuite sur sa machine, est tamponné par un express parti un quart d'heure plus tard, son garde-frein n'ayant pu, dans la neige, parcourir une distance suffisante pour couvrir le convoi en panne. L'accident fera 2 morts et 23 blessés[98]. Quatre députés figurant parmi les passagers du train tamponné, l'accident donnera lieu à une interpellation à la Chambre le 23 décembre 1899[99].